# 戶塚洋二
戶塚洋二（日语：／ Totsuka Yōji，1943年3月6日—2008年7月10日），日本物理学家，東京大學最初的4名特別榮譽教授之一。文化勳章表彰。文化功勞者。富士市名譽市民（第1號）。追贈從三位。
戶塚教授曾於2002年與小柴昌俊、梶田隆章三人同獲潘諾夫斯基實驗粒子物理學獎，2007年與阿瑟·麥克唐納同獲富蘭克林獎章。他與梶田、麥克唐納等人的工作，修正了當代物理學的基石－粒子物理标准模型。由於早逝，戶塚未能與上述三人同樣獲得諾貝爾物理學獎。
首設於2010年的「戶塚洋二獎」即以他命名。

## 生平
1943年3月6日，戶塚洋二出生於日本静岡縣富士市。1960年静岡縣立富士高等學校畢業，1965年東京大學理學部物理學科畢業。1972年獲得博士學位（東京大學）。
1988年，戶塚擔任東京大學宇宙線研究所教授。1995年擔任東大神岡宇宙素粒子研究設施（超级神冈探测器所在地）所長。1997年擔任東京大学宇宙線研究所長。
1998年，戶塚－梶田實驗團隊首次觀察到中微子振盪並測定中微子的質量，從而修正物理學標準模型（以往的標準模型假設中微子質量為0），自此晉身「必將獲得諾貝爾獎」的知名物理學家。小柴昌俊曾經說「在繼承我衣缽的弟子當中，有2人足以獲得諾貝爾獎」。一般認為他指的是戶塚洋二與梶田隆章。
2002年，瑞典皇家科學院宣佈小柴昌俊教授獲得諾貝爾物理學獎之後，佐藤勝彥與戶塚召開了電話會議，決定一起出席小柴教授的記者會。但戶塚最後沒有露面。

## 錯過諾貝爾獎
2008年7月10日，戶塚洋二因大腸癌去世。其恩師小柴昌俊在《文藝春秋》2008年9月號撰文「弟子の弔辞を読む痛恨」追悼他，文章稱「若戶塚能再多活18個月，必將獲得諾貝爾獎」。事實上，當年首度有複數日本人（小林誠、益川敏英、南部陽一郎）一同獲得諾貝爾物理學獎，被認為是追悼戶塚的結果。
2014年，美國雜誌《今日物理》（Physics Today）預測，因戶塚洋二已故，梶田隆章可望與阿瑟·麥克唐納分享諾貝爾物理學獎。這一預言在2015年實現。
2015年10月6日，梶田隆章表示：「虽然结果上是我获得了诺贝尔奖...（中略）...我认为我的『老师』的功劳更为重要。」韓國《朝鮮日報》指出，此處的「老師」就是已過世的戶塚洋二。戶塚被認為是「小柴最優秀的學生」。在同年12月9日的諾貝爾講座（Nobel Lecture）中，梶田再度指名感謝小柴昌俊、戶塚洋二的關鍵性貢獻。

## 獲獎紀錄
- 1987年 - 仁科芳雄獎
- 1988年 - 朝日獎（小柴昌俊代表）
- 1989年 - 布魯諾·羅西獎（集體獲獎）
- 1995年 - 歐洲物理學會特別獎
- 1999年 - 朝日獎（戶塚洋二代表）
- 2002年 - 潘諾夫斯基實驗粒子物理學獎（與小柴昌俊、梶田隆章）
- 2003年 - 布魯諾·彭特克沃獎（俄羅斯）
- 2007年 - 富蘭克林獎章（與阿瑟·麥克唐納）
- 2007年 - 湯森路透引文桂冠獎

## 榮銜
- 2002年 - 文化功勞者
- 2004年 - 文化勳章
- 2008年 - 從三位

## 著作

### 單人著作
- 『現代の宇宙像・我が太陽と太陽からのニュートリノ』（培風館 1991年）
- 『岩波講座　現代の物理学1　素粒子物理』（岩波書店 1992年）
- 『地底から宇宙をさぐる』（岩波書店 岩波科学ライブラリー）

### 合著
- 『新しい宇宙の探求』（岩波書店 1990年）